# Rectorite
La rectorite (simbolo IMA: Rec) è un raro minerale argilloso della classe minerale dei "silicati e germanati" con composizione chimica (Na,Ca)Al4((Si,Al)8O20)(OH)4 • 2(H2O).
Strutturalmente appartiene ai fillosilicati; l'allevardite è un minerale che si pensava essere una specie a sé, ma che poi si è scoperto essere identico alla rectorite.

## Etimologia e storia
La rectorite è stata chiamata in questo modo nel 1891 da Richard Newman Brackett e John Francis Williams in onore del colonnello statunitense Elias William Rector (1847(49) - 1917), politico e presidente della Camera dei rappresentanti dell'Arkansas, oltre che avvocato e sostenitore della formazione dell'Arkansas Geological Survey.
La sua località tipo è il distretto minerario "Blue Mountain" nella Contea di Garland (Arkansas, Stati Uniti).

## Classificazione
Nella nona edizione della sistematica dei minerali di Strunz la rectorite è elencata nella classe "9. Silicati (germanati)" e da lì nella sottoclasse "9.E Fillosilicati"; questa è ulteriormente suddivisa in base alla struttura del minerale in modo tale che la rectorite possa essere trovata nella sezione "9.EC Fillosilicati con fogli di mica, composti di reti di tetraedri e ottaedri" insieme a brinrobertsite, dozyite, kulkeite, lunijianlaite, aliettite, saliotite, corrensite, tosudite, karpinskite e idrobiotite, con le quali forma il sistema nº 9.EC.60.
Tale classificazione viene mantenuta anche nell'edizione successiva, proseguita dal database "mindat.org", chiamata anche Classificazione Strunz-mindat.
Nella Sistematica dei lapis (Lapis-Systematik) di Stefan Weiß la rectorite è elencata nella classe dei "silicati" e da lì nella sottoclasse dei "silicati stratificati"; qui il minerale può essere trovato nella sottosezione dei "minerali argillosi, regolarmente stratificati; gruppo della montmorillonite" dove insieme a lunijianlaite, saliotite, kulkeite, aliettite, tarasovite (non più riconosciuta dall'IMA), tosudite e corrensite forma il sistema nº VIII/H.18.
Anche la classificazione dei minerali secondo Dana, usata principalmente nel mondo anglosassone, elenca la rectorite nella classe dei "fillosilicati" e nel gruppo dei "fillosilicati: fogli di anelli a sei membri intercalati 1:1, 2:1 e ottaedri", dove forma il sistema nº 71.4.2 insieme a 	dozyite, lunijianlaite, saliotite, tosudite, corrensite, kulkeite e aliettite.

## Abito cristallino
La rectorite cristallizza nel sistema monoclino nel gruppo spaziale sconosciuto. I parametri reticolari sono a = 5,13 Å, b = 8,88 Å, c = 23,85 Å e β = 96,3°, oltre a 2 unità di formula per cella unitaria.

## Origine e giacitura
La rectorite si forma in alcune zone di alterazione argillosa idrotermale a bassa temperatura, lungo le vene e sostituendo pervasivamente il feldspato potassico, ma si forma anche nelle bentoniti alterate; può svilupparsi dalla muscovite durante la diagenesi degli scisti.
La rectorite non è un minerale molto diffuso e, sebbene sia stato trovato in diversi siti sparsi per il mondo, è generalmente piuttosto raro.
In Svizzera la rectorite è stata rinvenuta a Vaz/Obervaz (Canton Grigioni) e a Binn (Canton Vallese). Altri luoghi di ritrovamento sono: Eilean á Chèo (Isola di Skye, Scozia); Almadén (Spagna); Banská Štiavnica (Slovacchia); Alajärvi (Finlandia); Grenoble (Francia); Skouriotissa (distretto di Nicosia, Cipro); Mád (Ungheria); Nußdorf am Haunsberg (Austria).
Fuori dall'Europa la rectorite è stata trovata nel Akoko North East (Nigeria); a Baise, Bijie e Jingmen (Cina); nelle prefetture di Aomori, di Kagoshima e di Nagano (Giappone); nella municipalità locale di Matjhabeng (Sud Africa); in diverse contee degli Stati Uniti, tra cui le contee di Lake, di Grainger e di Tooele. Ritrovamenti anche in Russia, Colombia, Canada e Brasile.